# Chino Hills
Chino Hills est une municipalité du comté de San Bernardino, en Californie, aux États-Unis. Située dans la vallée de Chino et faisant partie de l'aire urbaine du Grand Los Angeles, c'est une ville-dortoir de 80 897 habitants jouxtant le comté de Los Angeles au nord-ouest, le comté d'Orange au sud et le comté de Riverside au sud-est. Ses habitants font majoritairement partie des classes moyennes supérieures : Chino Hills est classée au sixième rang des villes les plus riches du pays et est considérée par le FBI comme la 21e ville la plus sûre des États-Unis. En outre le magazine Money l'a classée au 68e rang des "meilleurs lieux où vivre en 2005".

## Démographie
| 1990   | 2000   | 2010   | - | - | - |
| ------ | ------ | ------ | - | - | - |
| 27 608 | 66 787 | 74 799 | - | - | - |